# Slag bij Orléans
De Slag bij Orléans vond plaats in 463 tussen enerzijds de Visigoten, onder aanvoering van koning Theodorik II en diens broer Federico,  tegenover een los van het West-Romeinse Rijk opererende leger onder bevel van Aegidius, dat gesteund door de Franken  aangevoerd door Childerik I.

## De veldslag
De Visigoten, onder leiding van hun koning Theodorik, waren in opstand gekomen tegen het Romeinse Rijk en probeerden hun territorium te vergroten. Zij troffen het Romeinse leger van Aegidius aan tussen de Loire en de Loir. Bij Orléans kwam het tot een veldslag die de Romeinen met de hulp van de Franken wonnen. De Visigoten werden verslagen, en Federico, de broer van Theodorik, sneuvelde tijdens het gevecht. Door deze Romeinse overwinning werd verder oprukken van de Visigoten naar het noorden voorkomen.